# Grote strandschelp
De Grote strandschelp (Mactra stultorum; veel gebruikt synoniem: Mactra corallina) is een in zee levend tweekleppig weekdier.

## Beschrijving

### Schelpkenmerken
De schelp is vrij dunschalig en min of meer ovaal. De top ligt vrijwel in het midden. De buitenkant is glad en glanzend met alleen fijne groeilijntjes.

var. atlantica Rechter klep
var. atlantica Linker klep
var. cinerea Rechter klep
var. cinerea Linker klep
var. lignaria Rechter klep
var. lignaria Linker klep

### Grootte
Lengte tot 65 mm, hoogte tot 50 mm.

### Kleur
Geelwit of lichtbruin, vleeskleurig, met vanuit de top stralende, paarsbruine kleurbanden. De binnenkant is paarsviolet. De opperhuid is bruingeel. Oude schelpen zijn dikschaliger, ondoorzichtig en hebben vaak donkere kleurbanden, ze worden gerekend tot de ondersoort M. stultorum plistoneerlandica.

### Voorkomen
Losse kleppen en doubletten spoelen algemeen aan op het strand langs de hele kust. Na storm of vorst spoelen er vaak grote aantallen levende exemplaren aan.

Mactra stultorum Rechter flap
Mactra stultorum Linker flap
Mactra stultorum var. atlantica Rechter flap
Mactra stultorum var. atlantica Rechter flap
Mactra stultorum var. cinerea Rechter flap
Mactra stultorum var. cinerea Linker flap